# Pierre Attaingnant
Pierre Attaingnant (geboren omstreeks 1494 – overleden eind 1551 of in 1552) was een Franse muziekdrukker, actief in Parijs.

## Leven
Attaingnant wordt beschouwd als de eerste die beweeglijke lettervormen gebruikte, waardoor in één keer een muziekvel met notenbalk, noten en tekst kon worden gedrukt, hetgeen tijd- en kostenbesparender was dan voorheen, zoals bij de door Ottaviano Petrucci aangewende techniek. Hij gaf meer dan 1.500 chansons uit van verschillende componisten. In zijn bundels zijn Parijse componisten als Claudin de Sermisy, Pierre Sandrin en Pierre Certon prominent aanwezig, maar Clément Janequin staat aan de top met vijf boeken, uitsluitend chansons. Attaignant verwierf in 1538 een koninklijk, herhaaldelijk verlengd exclusief recht op het drukken van muziekboeken. Uiteindelijk werd hij benoemd tot imprimeur et libraire du Roy en musique (koninklijke muziekdrukker en boekhandelaar).

## Werken
Attaingnants voornaamste bijdrage tot de muziekdrukkunst is de verspreiding van de vermoedelijk door hem ontwikkelde techniek waarbij muziek in één keer werd gedrukt, door hem voor de eerste keer aangewend in de uit 1528 daterende Chansons nouvelles en musique à quatre parties (nieuwe vierstemmig gezette liederen). In dit systeem was elke drukvorm die een noot voorstelde verbonden aan een stukje notenbalk, waardoor de noten, notenbalken en tekst alle tegelijkertijd onder de drukpers konden. Het grootste nadeel van de methode was dat alle stukjes notenbalk niet altijd goed op elkaar aansloten; het stukje notenbalk dat bij de ene noot hoorde lag dan wat lager of hoger dan dat welk bij de naastliggende noot hoorde. Wat er ook van zij, deze werkwijze werd in Europa de norm bij het drukken van muziek in de 16e en de 17e eeuw.
Naast missen en motetten en afgezien van de 36 bundels met liederen, gaf hij ook boeken uit met stukken in tabulatuur voor luit of klavier.